# Poëziekrant
De Poëziekrant is een Vlaams tweemaandelijks verschijnend literair tijdschrift, sinds 1976 uitgegeven door het Poëziecentrum. Het wordt gesteund door het Vlaams Fonds voor de Letteren, de Nationale Loterij, de Provincie Oost-Vlaanderen en de stad Gent.
Het idee van initiatiefnemer Willy Tibergien was om poëzie te promoten en populariseren via een literair tijdschrift. Poëziekrant is sindsdien uitgegroeid tot een volwaardig magazine voor en over de dichtkunst. Het brengt werk van gevestigde namen en hedendaagse dichters, een poëziekalender en poëzienieuws.